# 대구항
대구항은 경상남도 사천시 신수동에 있는 어항이다. 2002년 10월 18일 어촌정주어항으로 지정하여 관리하고 있다. 시설관리자는 사천시장이다.

## 어항 구역
본 항의 어항구역은 다음과 같다
- 수역: 13,400m2 (사천시 신수동 699-2(제) 일원)
- 육역: 2,100m2

## 어항 시설
- 방파제 166m, 선착장 26m, 호안시설 78m

## 주요 어종
- 볼락, 감성돔, 바지락, 문어